# Comuna Acățari, Mureș
Acățari (în maghiară Ákosfalva, în germană Absdorf, Aschdorf, Achsdorf, Achatiusdorf) este o comună în județul Mureș, Transilvania, România, formată din satele Acățari (reședința), Corbești, Găiești, Gruișor, Murgești, Roteni, Stejeriș, Suveica și Vălenii. Se află în zona de contact a dealurilor Nirajului cu Podișul Târnavelor, pe râul Niraj și pe canalul Vețca.

## Demografie
Componența etnică a comunei Acățari
     Maghiari (84,78%)
     Romi (10,35%)
     Români (2,65%)
     Alte etnii (0,12%)
     Necunoscută (2,11%)
Componența confesională a comunei Acățari
     Reformați (73,27%)
     Romano-catolici (8,3%)
     Adventiști (5,73%)
     Fără religie (3,09%)
     Ortodocși (3,02%)
     Martori ai lui Iehova (1,62%)
     Unitarieni (1,01%)
     Alte religii (1,66%)
     Necunoscută (2,3%)
Conform recensământului efectuat în 2021, populația comunei Acățari se ridică la 5.170 de locuitori, în creștere față de recensământul anterior din 2011, când fuseseră înregistrați 4.738 de locuitori. Majoritatea locuitorilor sunt maghiari (84,78%), cu minorități de romi (10,35%) și români (2,65%), iar pentru 2,11% nu se cunoaște apartenența etnică. Din punct de vedere confesional, majoritatea locuitorilor sunt reformați (73,27%), cu minorități de romano-catolici (8,3%), adventiști (5,73%), fără religie (3,09%), ortodocși (3,02%), martori ai lui Iehova (1,62%) și unitarieni (1,01%), iar pentru 2,3% nu se cunoaște apartenența confesională.

## Politică și administrație
Comuna Acățari este administrată de un primar și un consiliu local compus din 13 consilieri. Primarul, Csaba Osváth[*], de la Uniunea Democrată Maghiară din România, este în funcție din 2000. Începând cu alegerile locale din 2024, consiliul local are următoarea componență pe partide politice:
|  | Partid                                 | Consilieri | Componența Consiliului | Componența Consiliului | Componența Consiliului | Componența Consiliului | Componența Consiliului | Componența Consiliului | Componența Consiliului | Componența Consiliului | Componența Consiliului | Componența Consiliului | Componența Consiliului | Componența Consiliului | Componența Consiliului |
|  | -------------------------------------- | ---------- | ---------------------- | ---------------------- | ---------------------- | ---------------------- | ---------------------- | ---------------------- | ---------------------- | ---------------------- | ---------------------- | ---------------------- | ---------------------- | ---------------------- | ---------------------- |
|  | Uniunea Democrată Maghiară din România | 13         |                        |                        |                        |                        |                        |                        |                        |                        |                        |                        |                        |                        |                        |

## Vezi și
- Biserica de lemn din Vălenii
- Biserica reformată din Vălenii
- Biserica reformată din Roteni
- Biserica reformată din Stejeriș, Mureș
- Biserica romano-catolică din Acățari
- Dealurile Târnavelor și Valea Nirajului

## Imagini

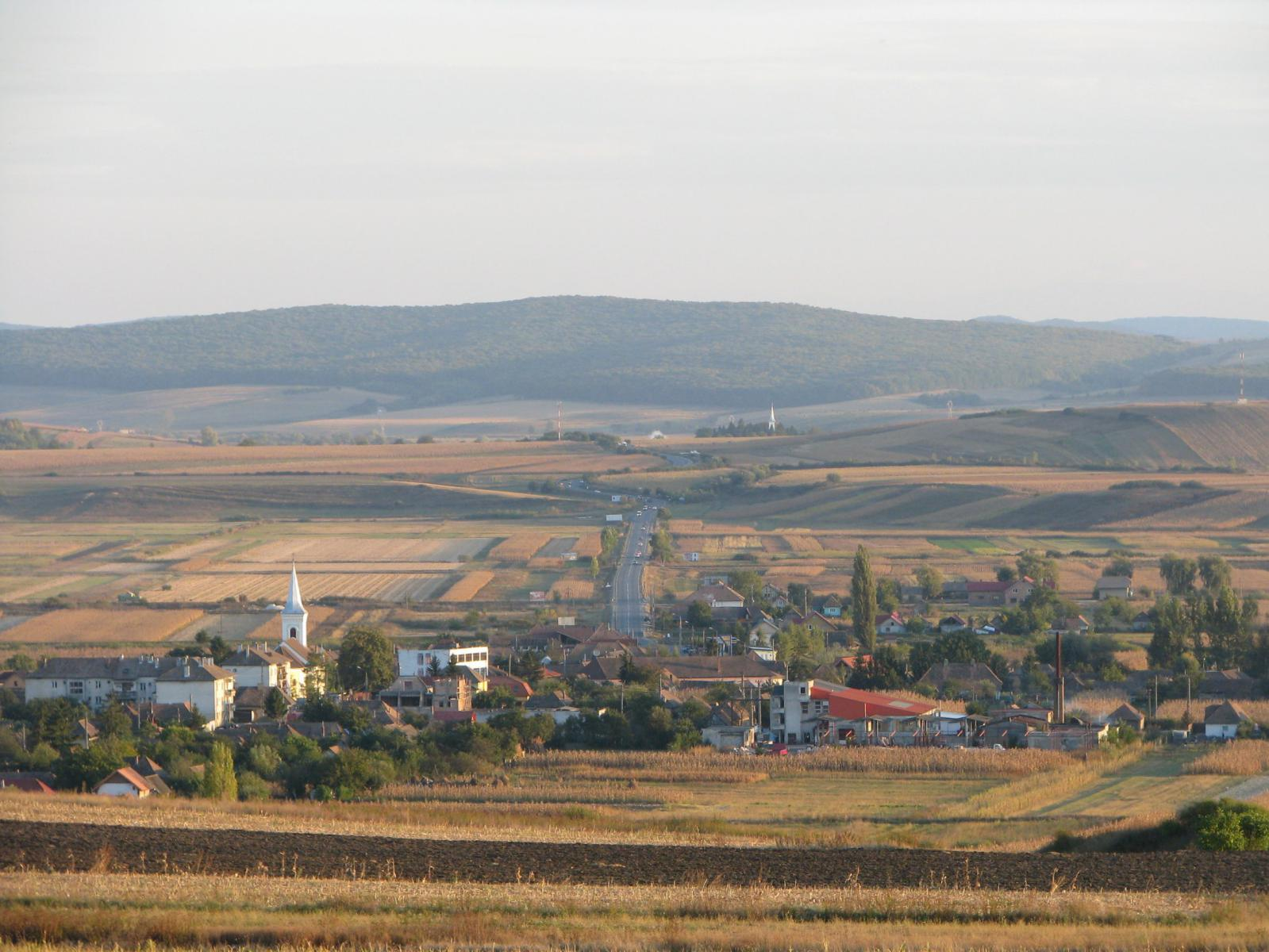
Satul Acățari
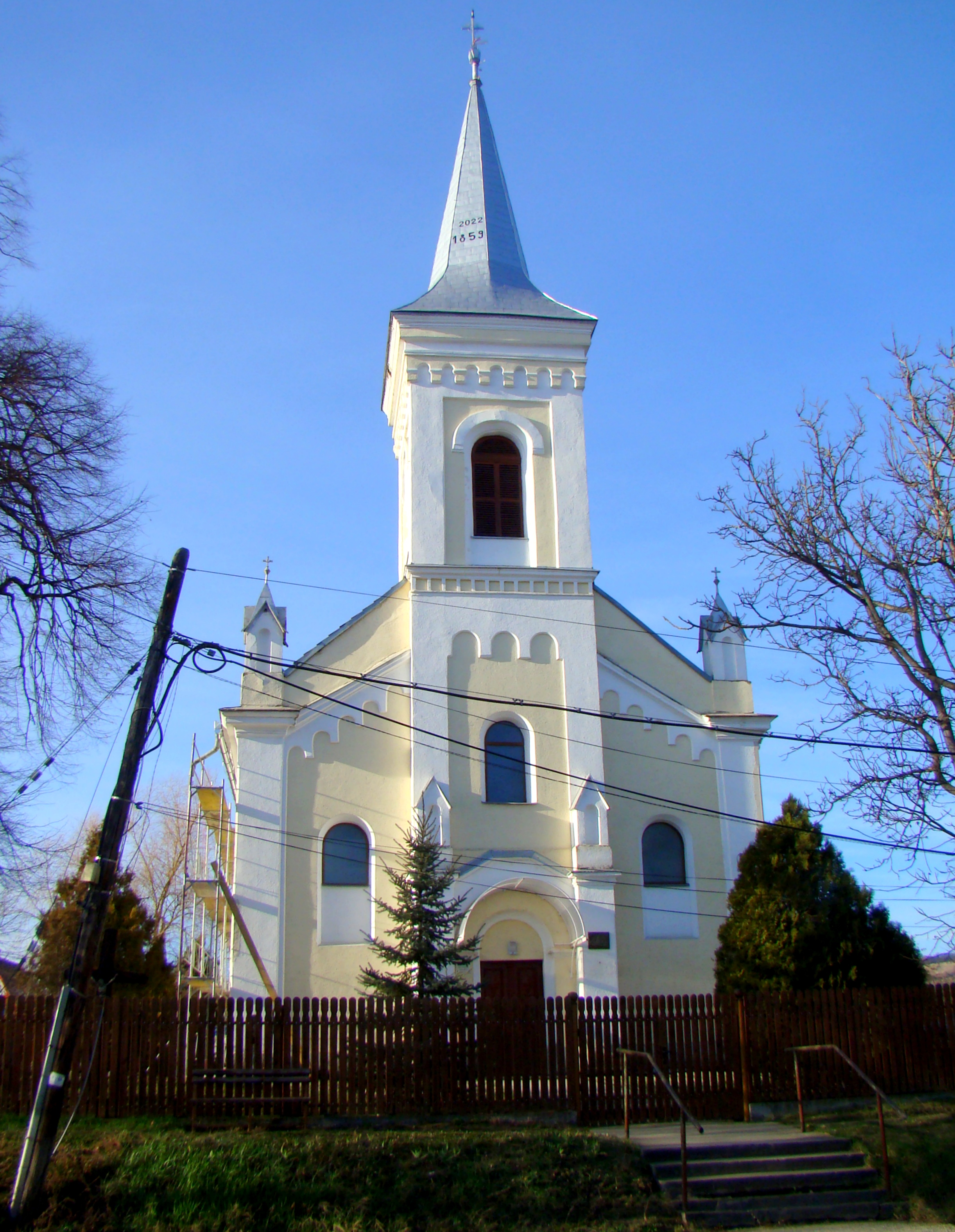
Biserica romano-catolică din Acățari (1859)
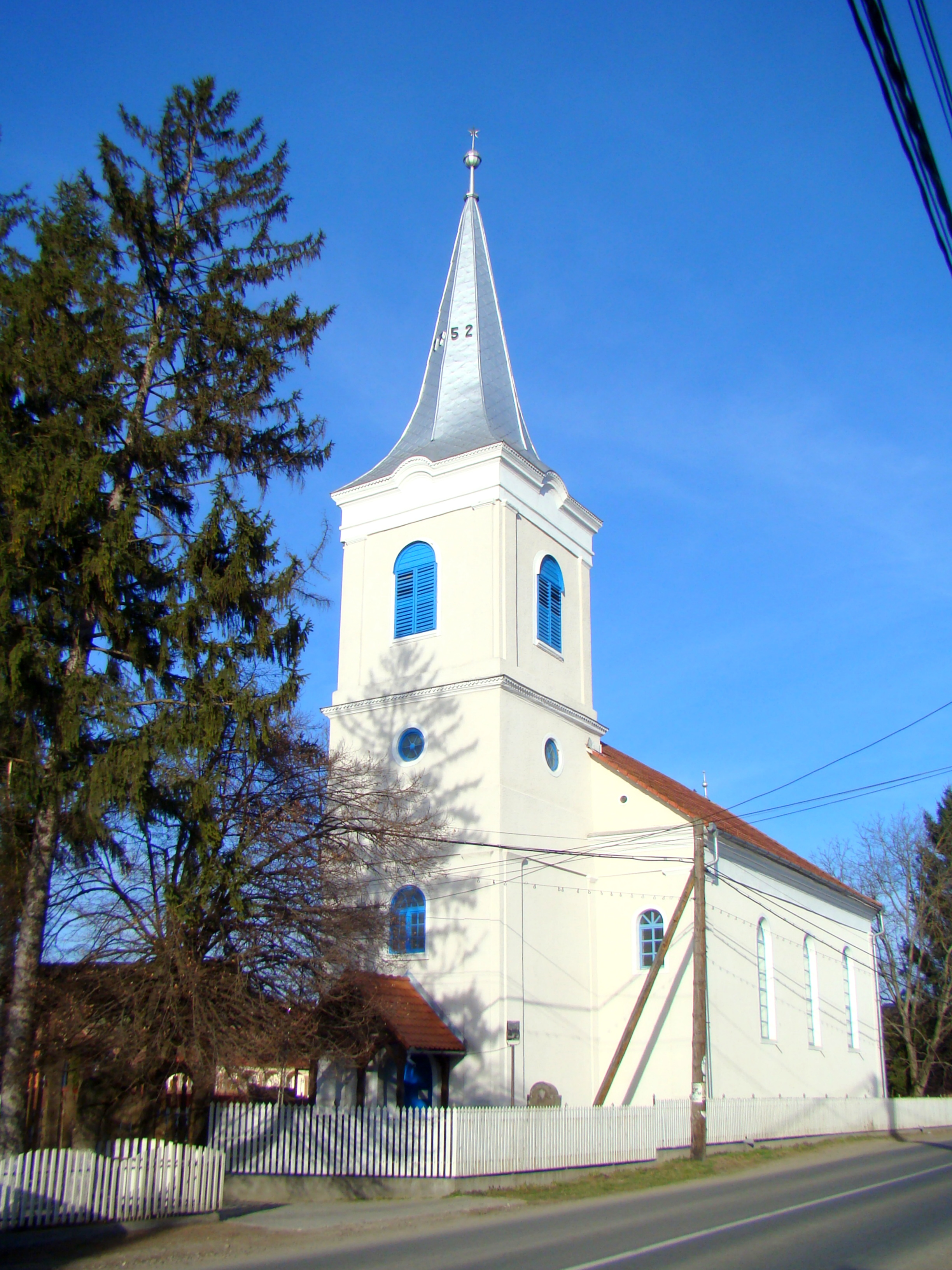
Biserica reformată din Acățari (1753)
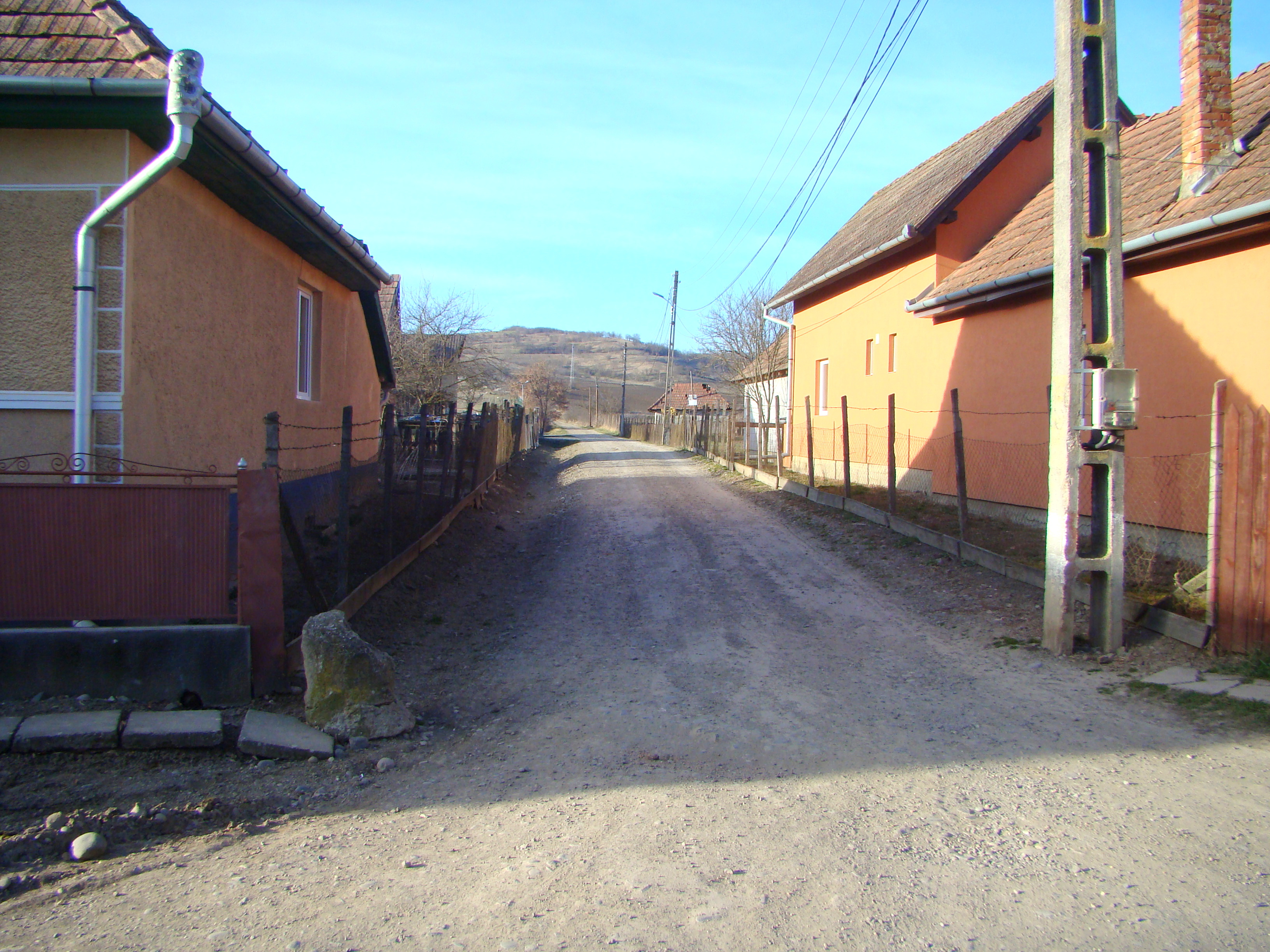
Acățari
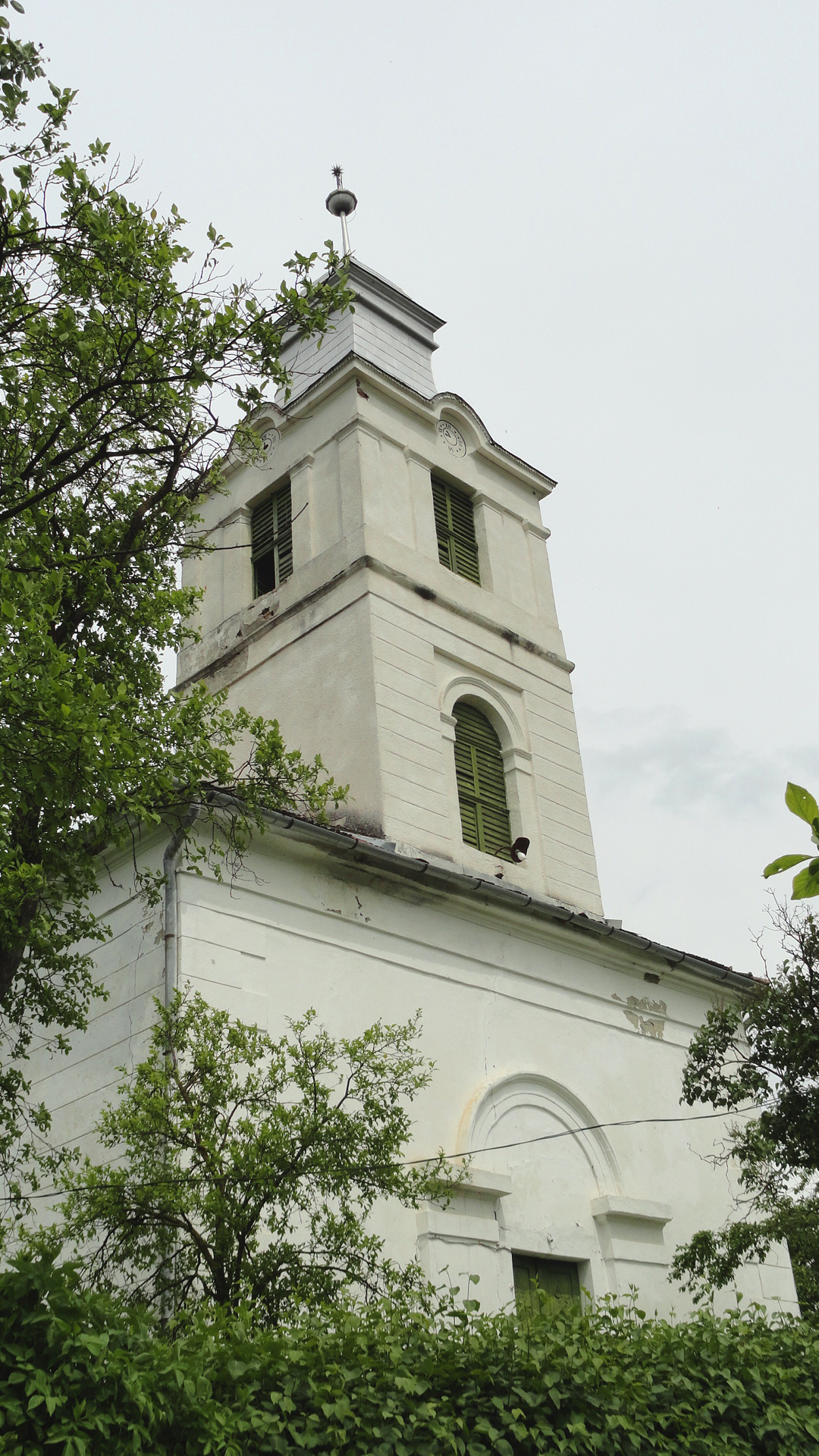
Biserica reformată din satul Murgești
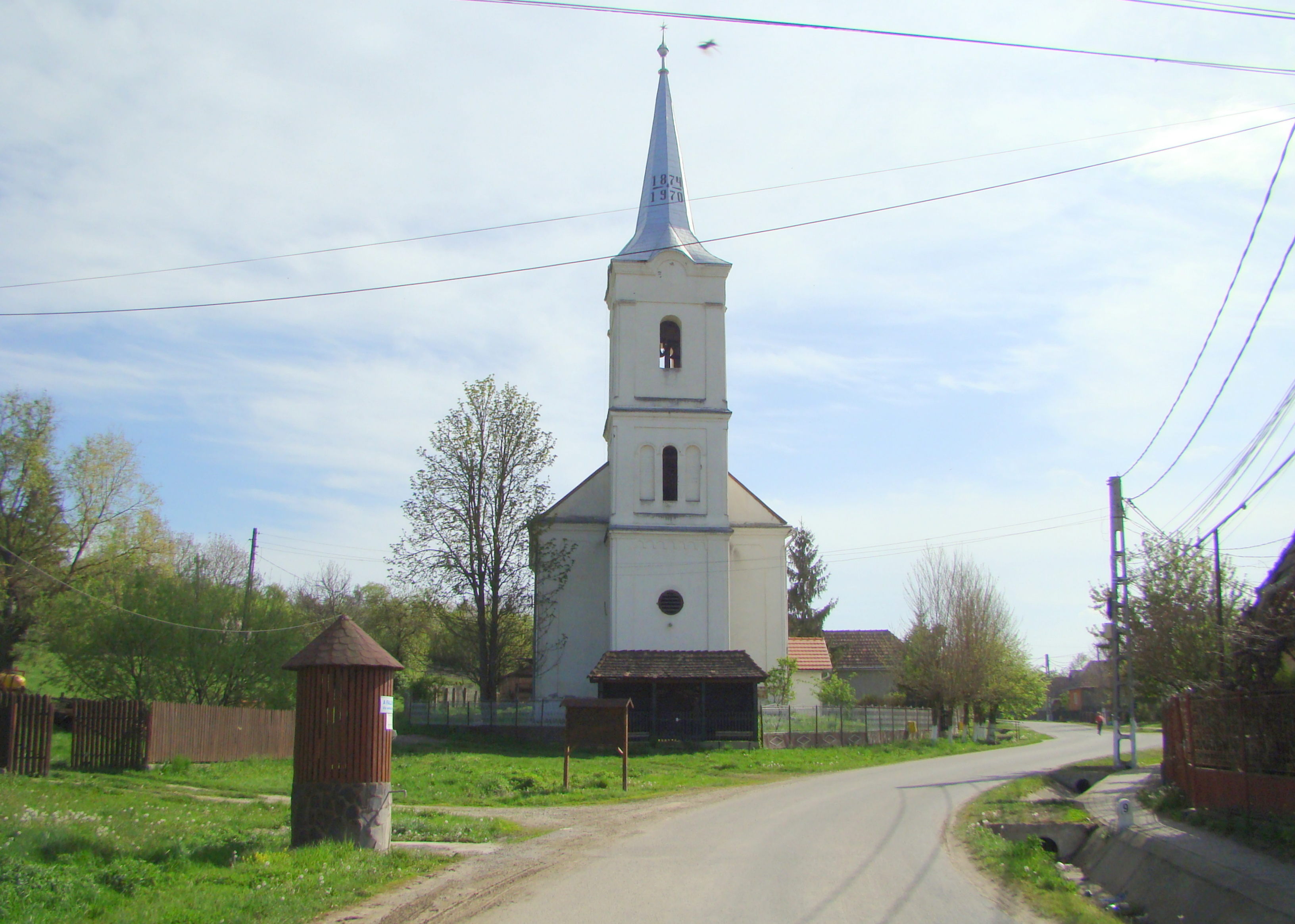
Biserica reformată din satul Gruișor
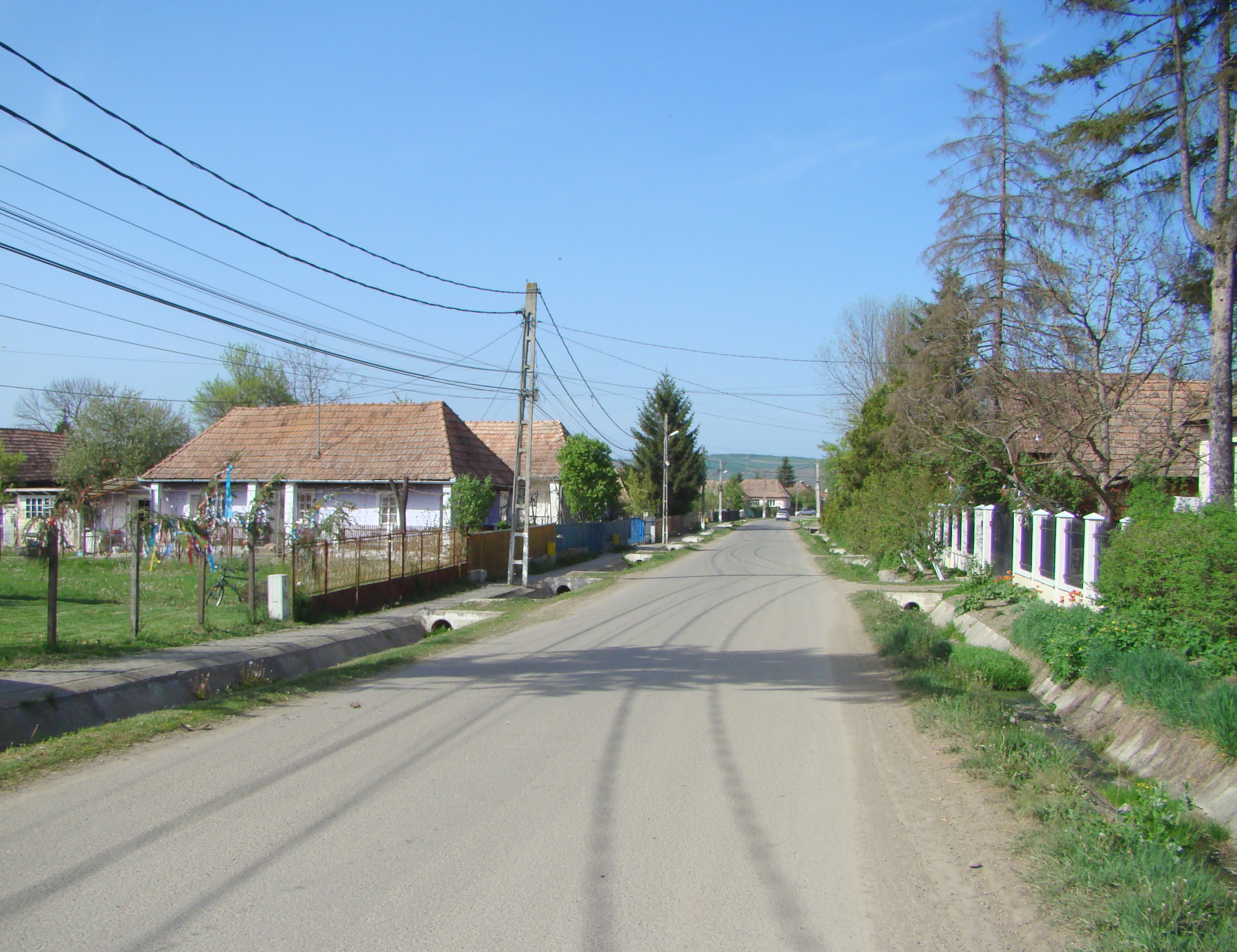
Satul Gruișor
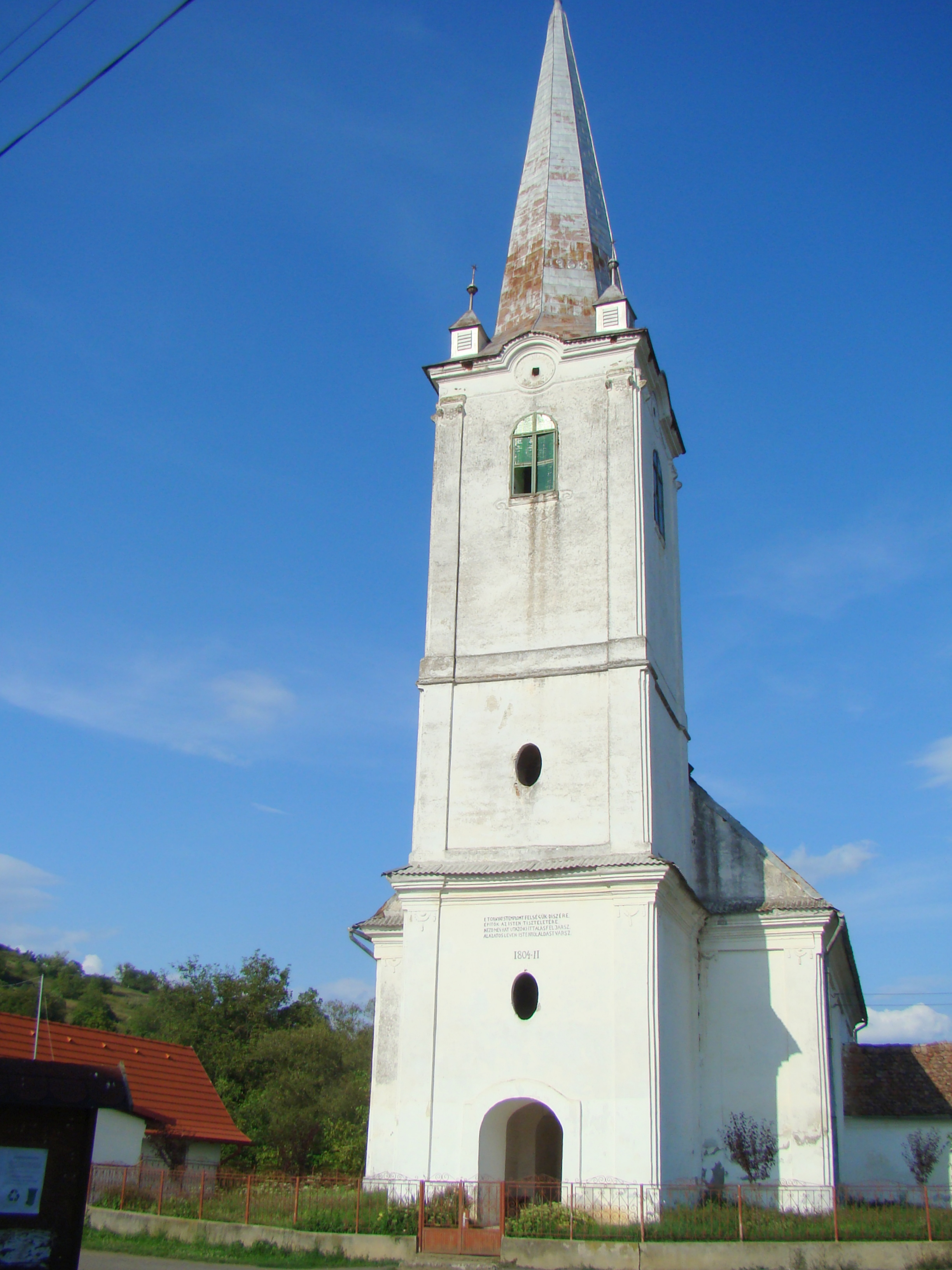
Biserica reformată din satul Suveica
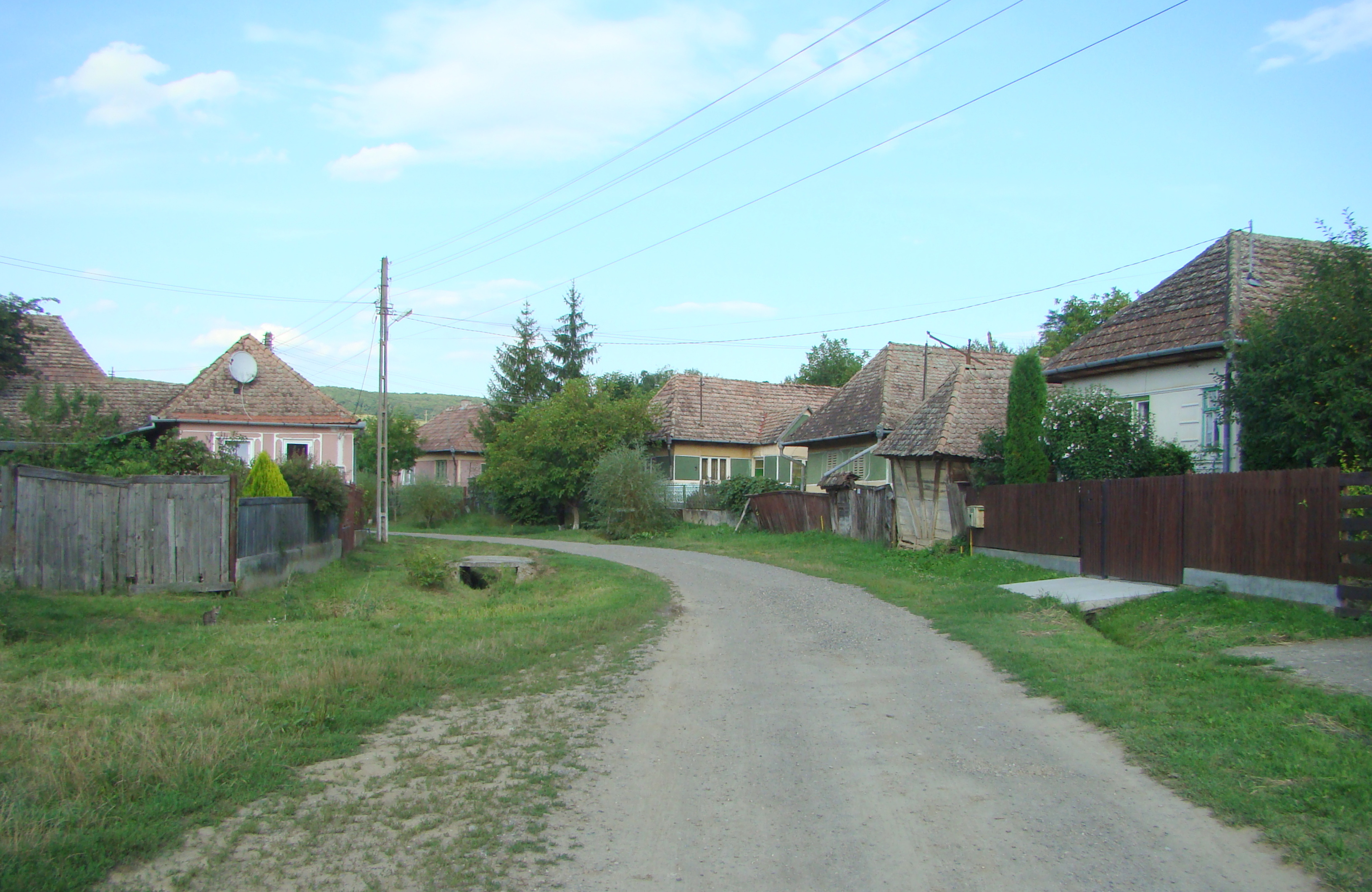
Satul Suveica
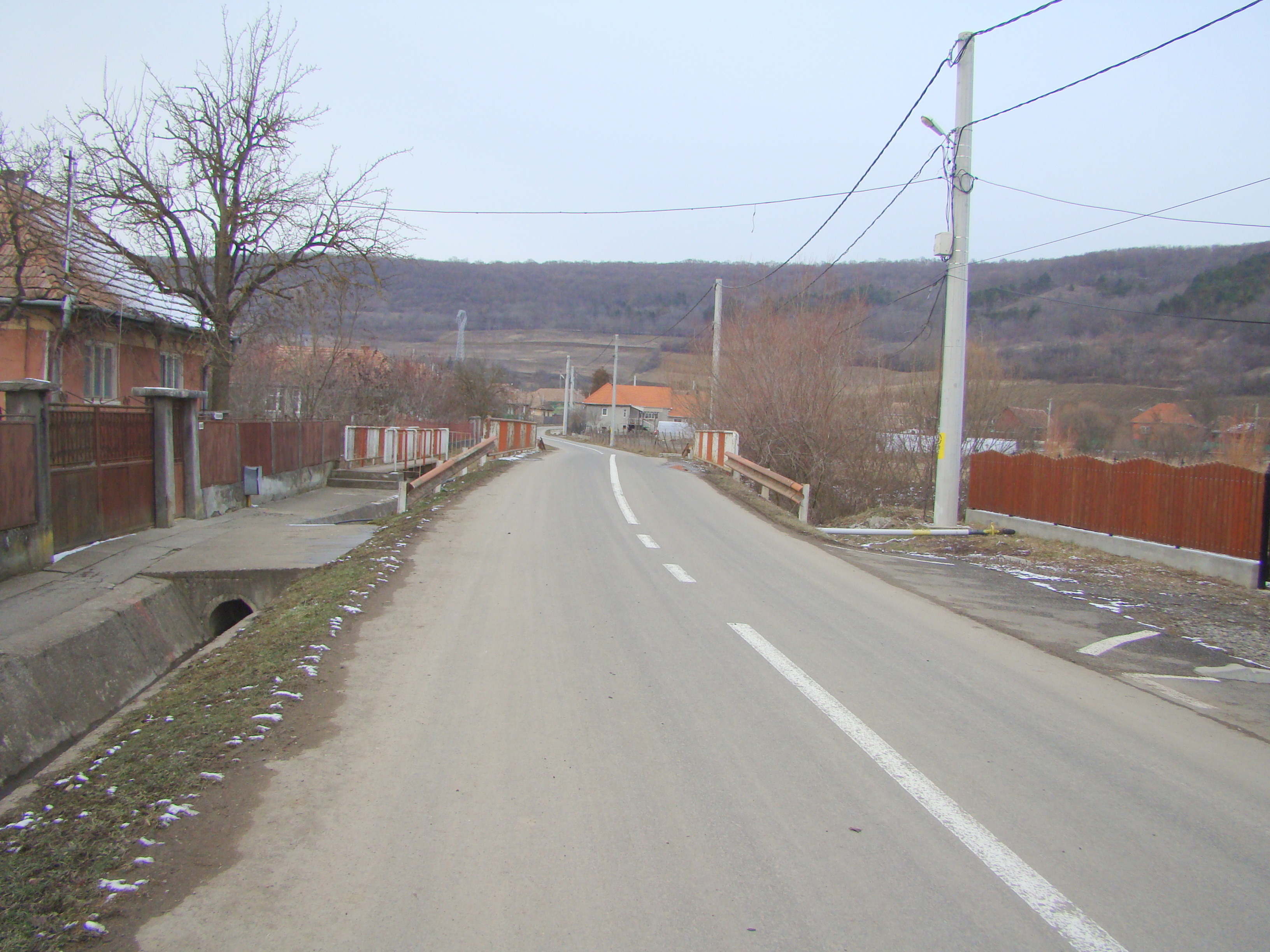
Satul Găiești
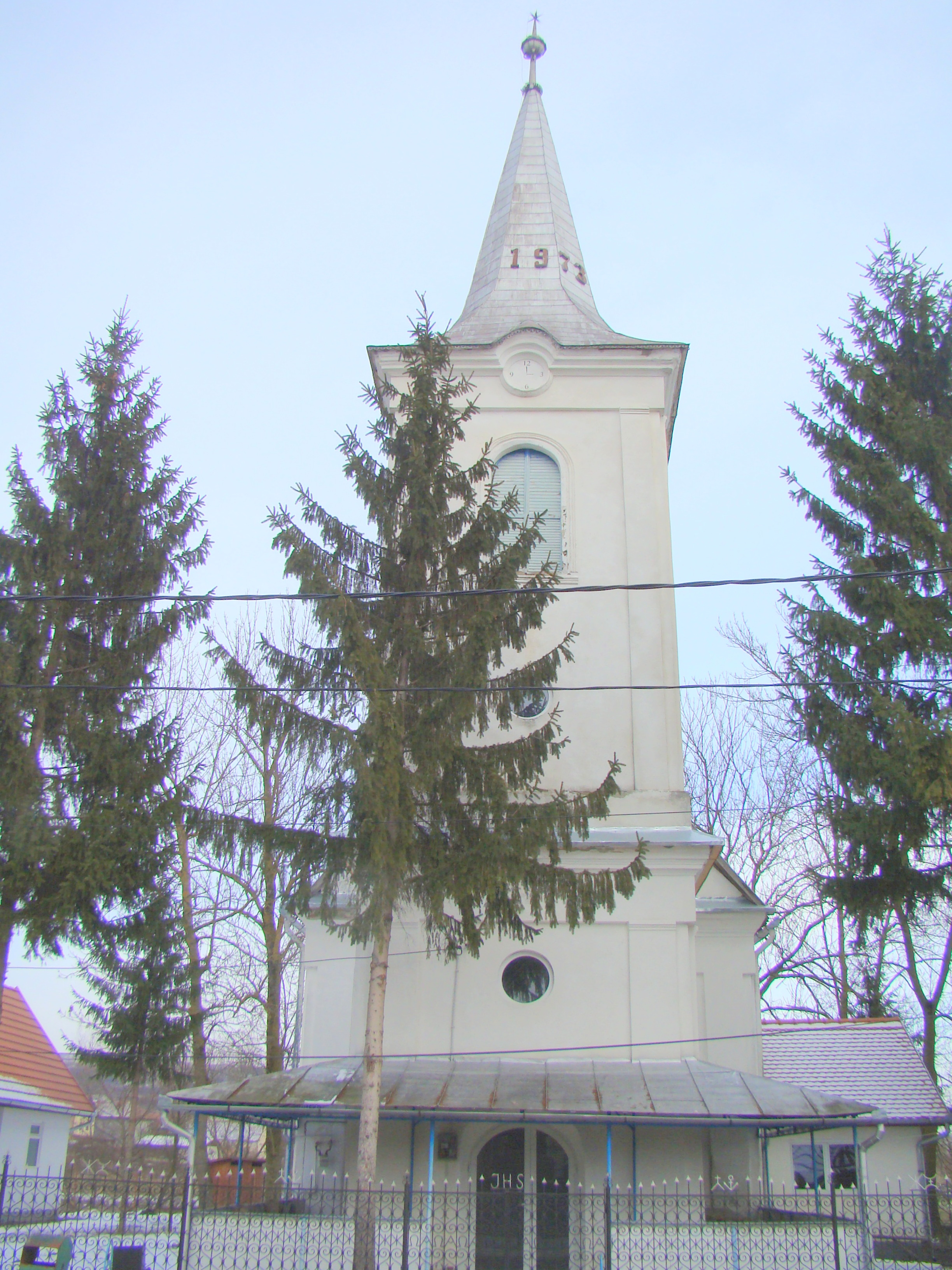
Biserica reformată din satul Găiești
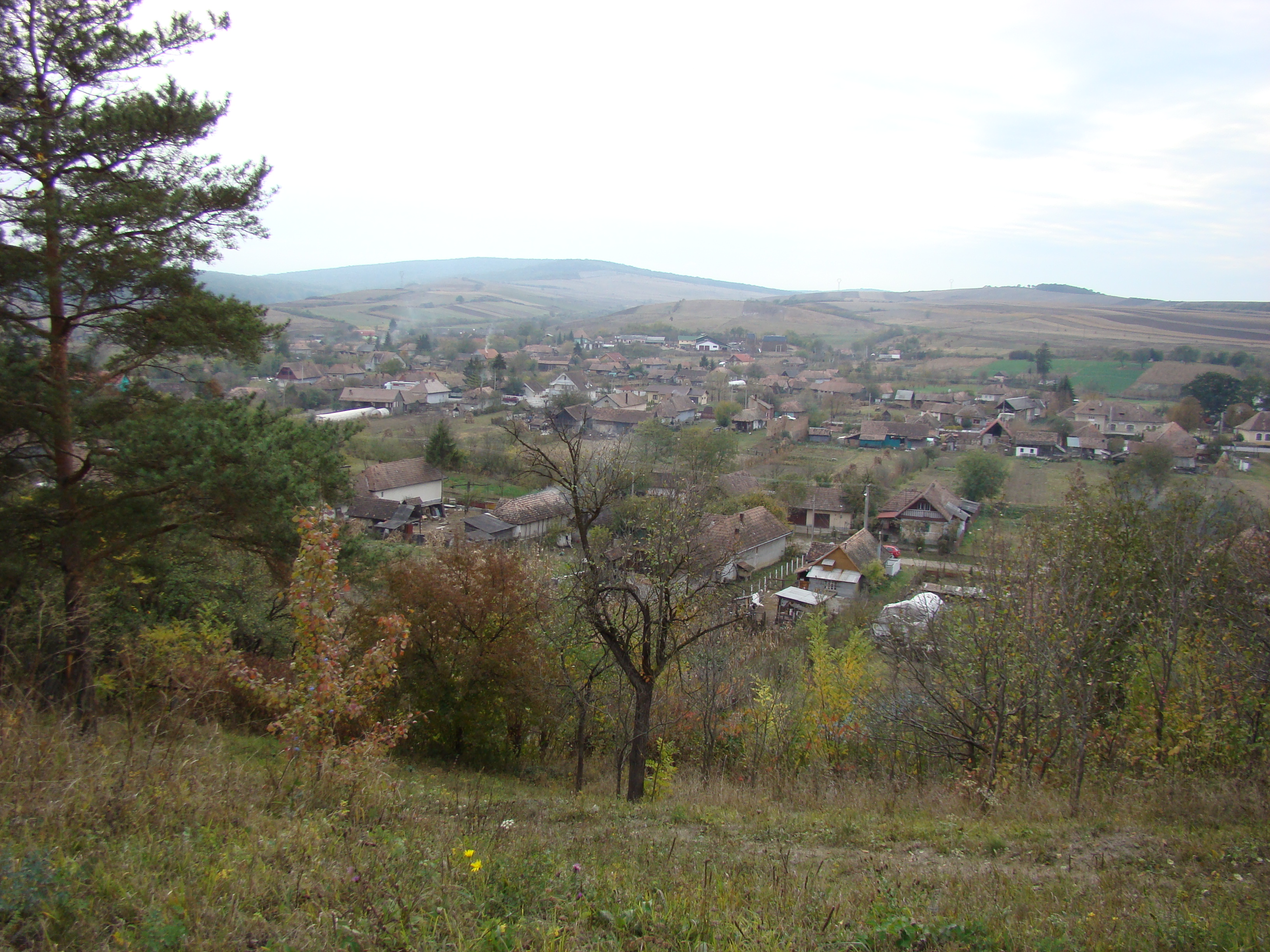
Satul Vălenii
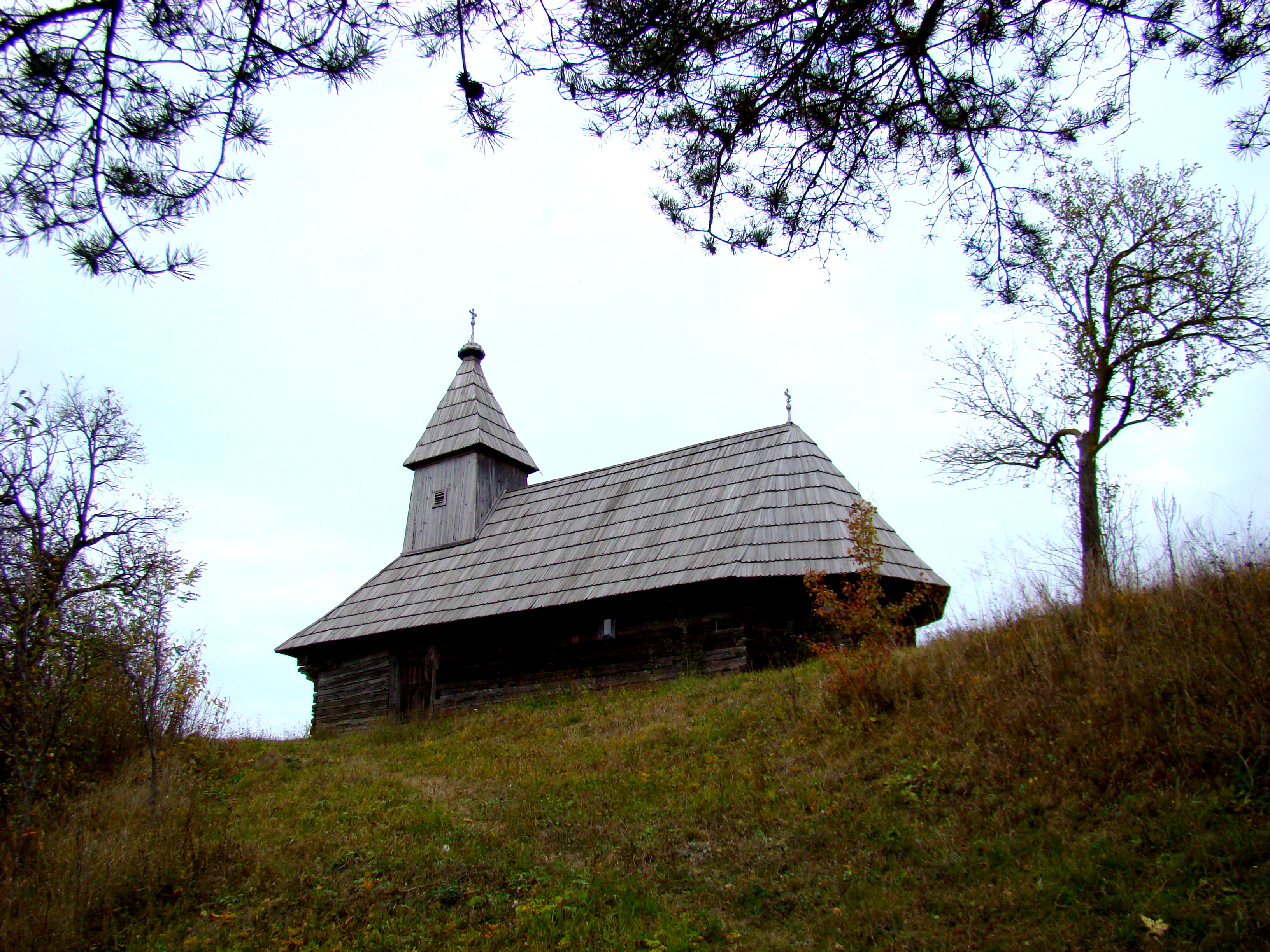
Biserica de lemn „Sf.Nicolae” din Vălenii (monument istoric)
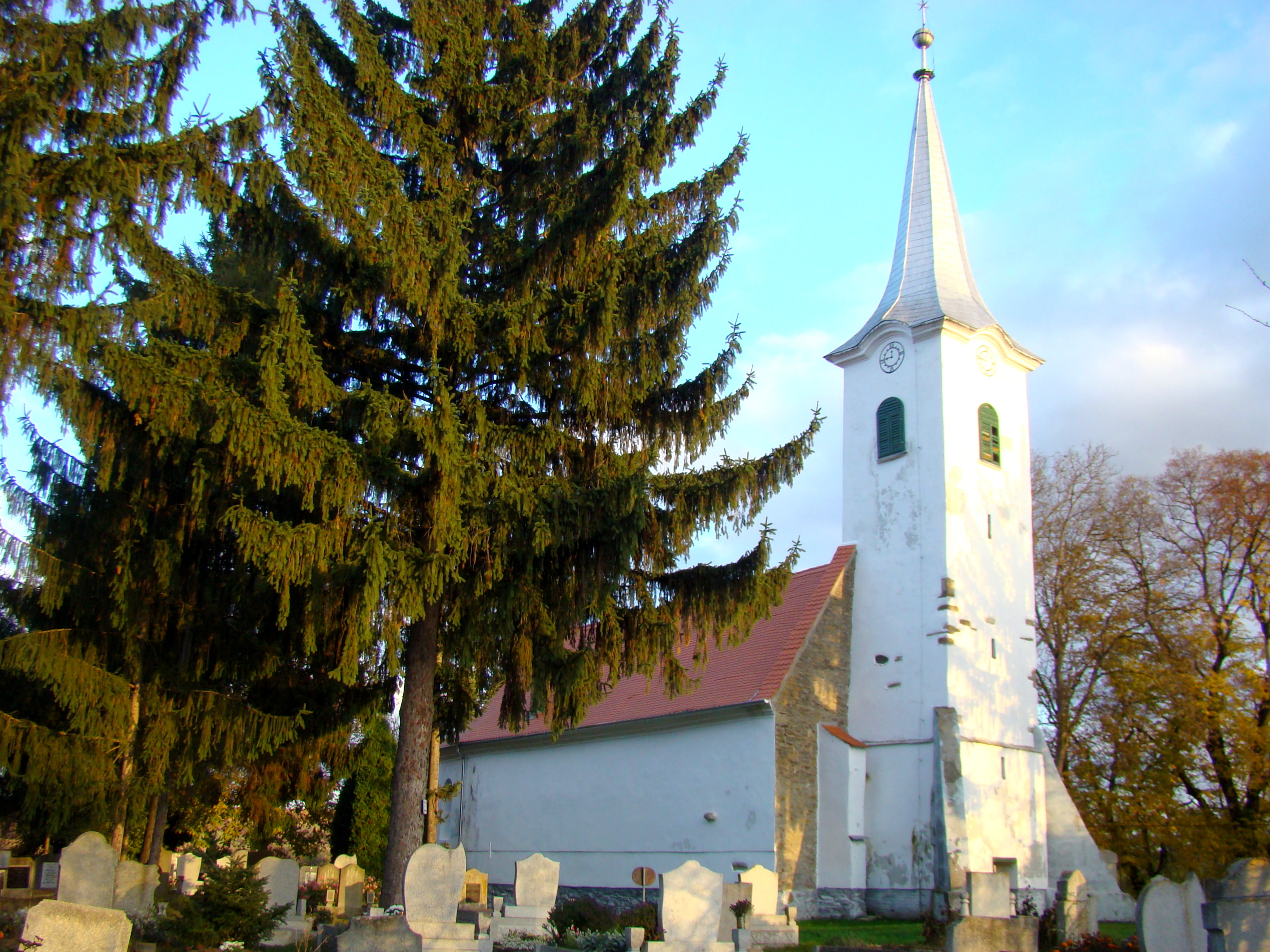
Biserica reformată din Vălenii (monument istoric)
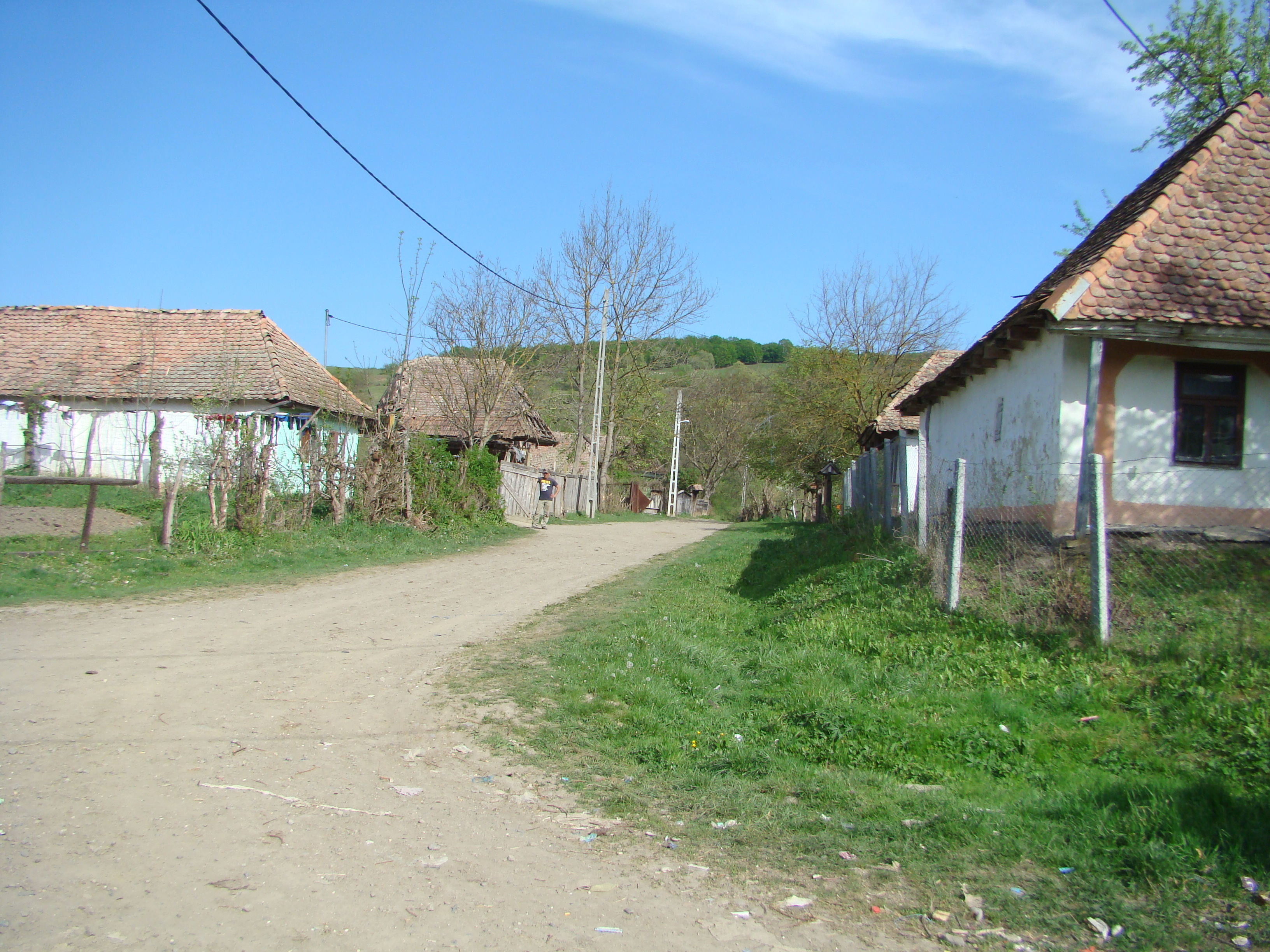
Satul Corbești
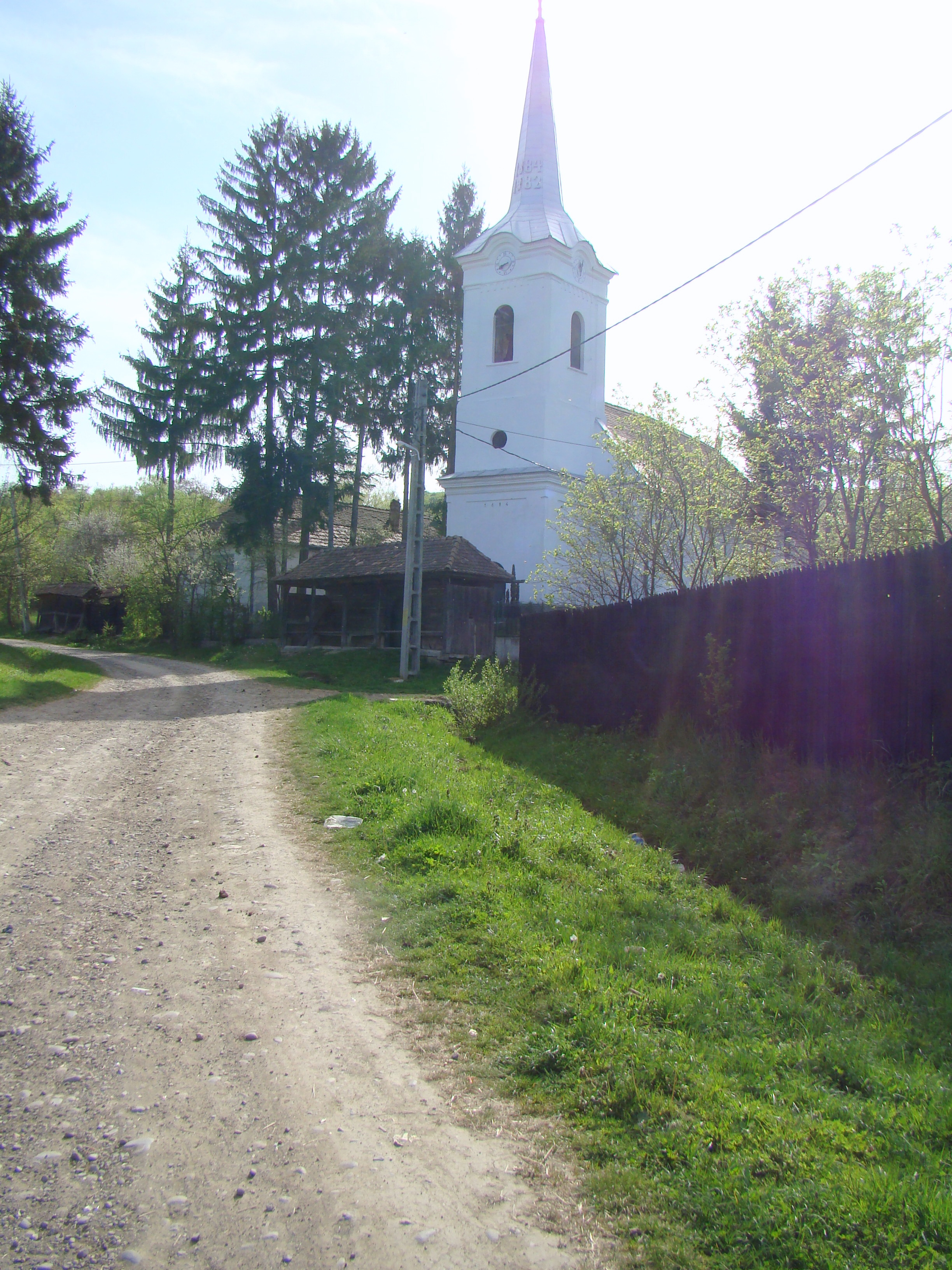
Biserica reformată din satul Corbești
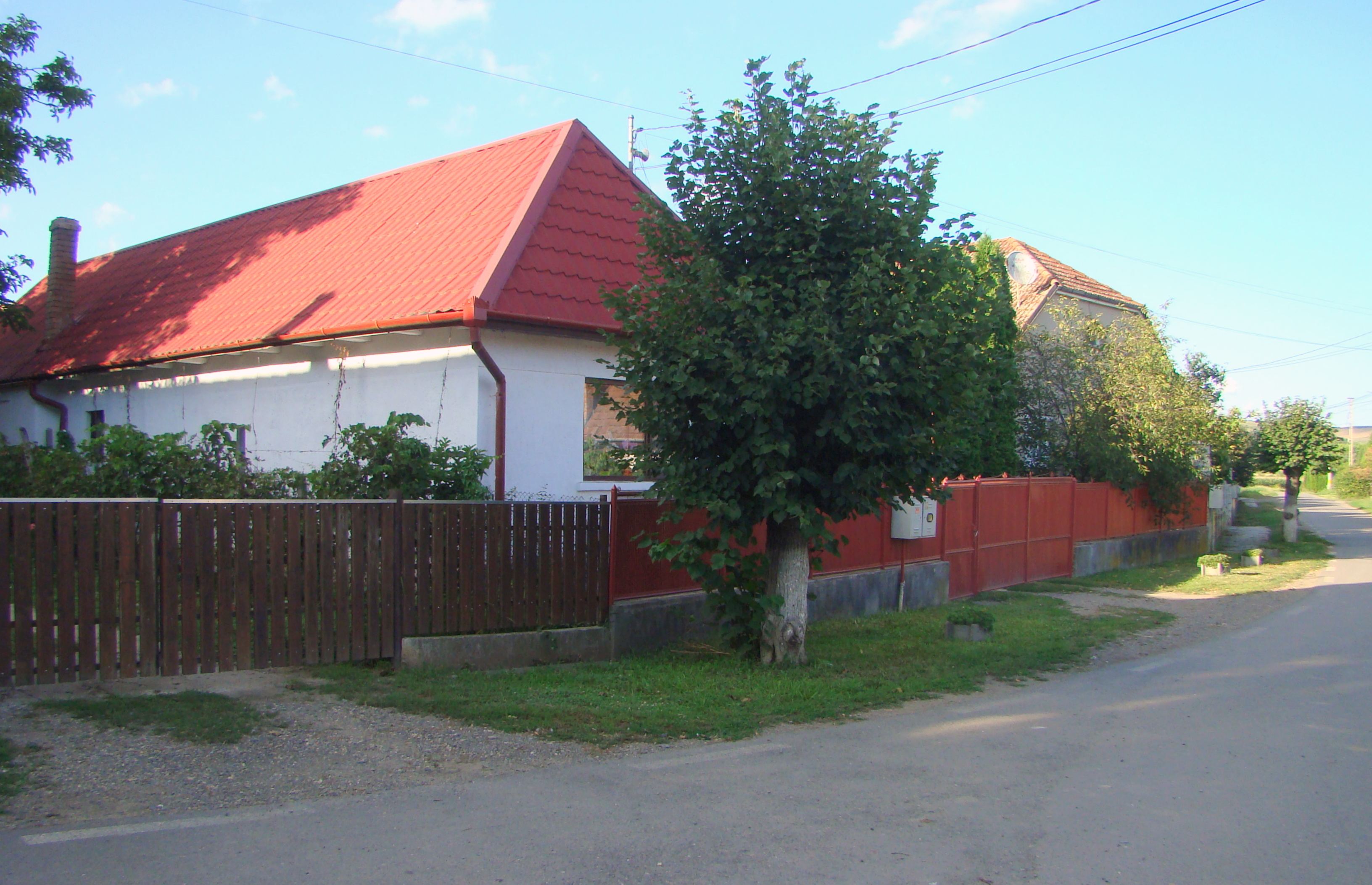
Satul Stejeriș
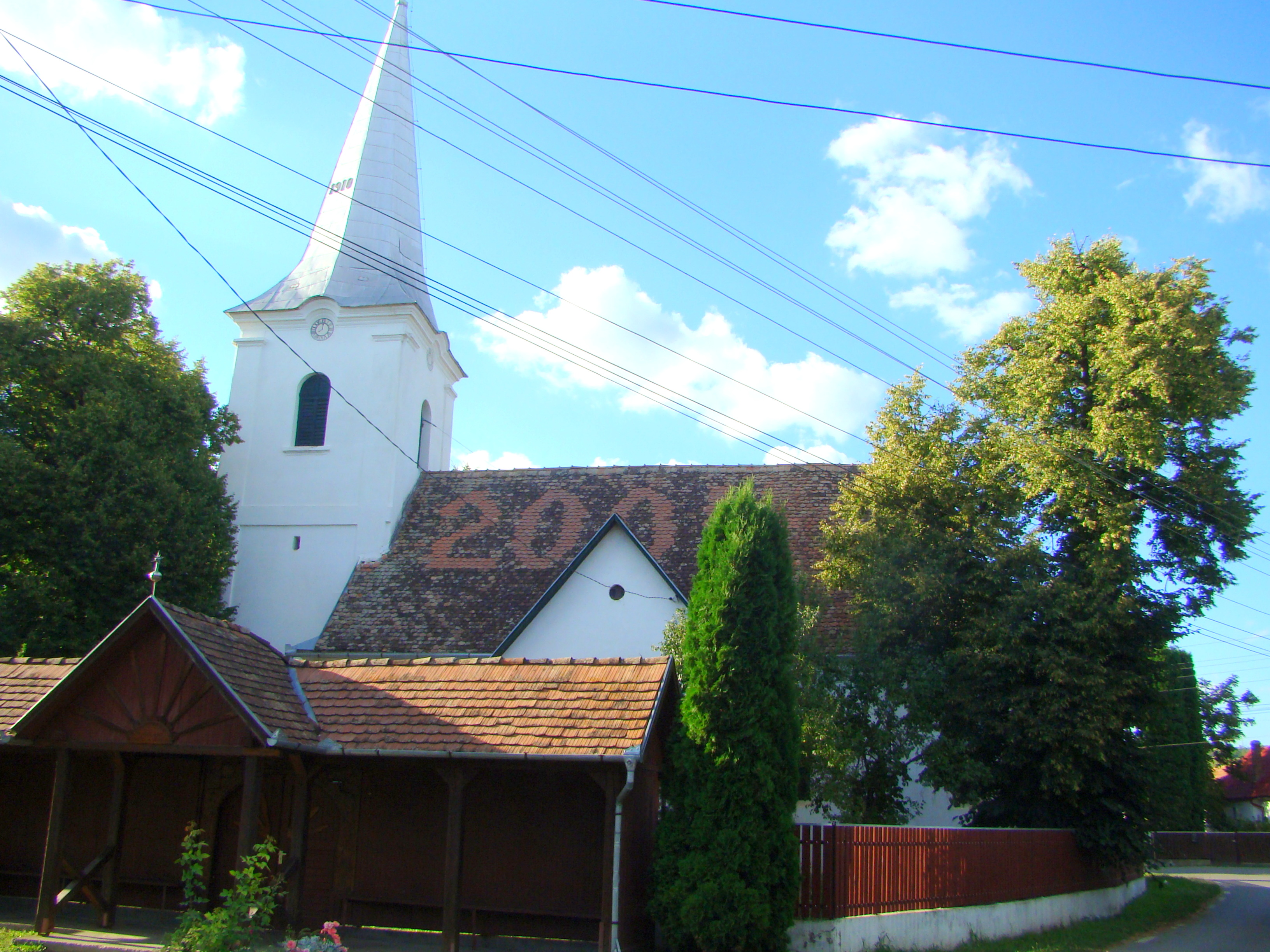
Biserica reformată din Stejeriș
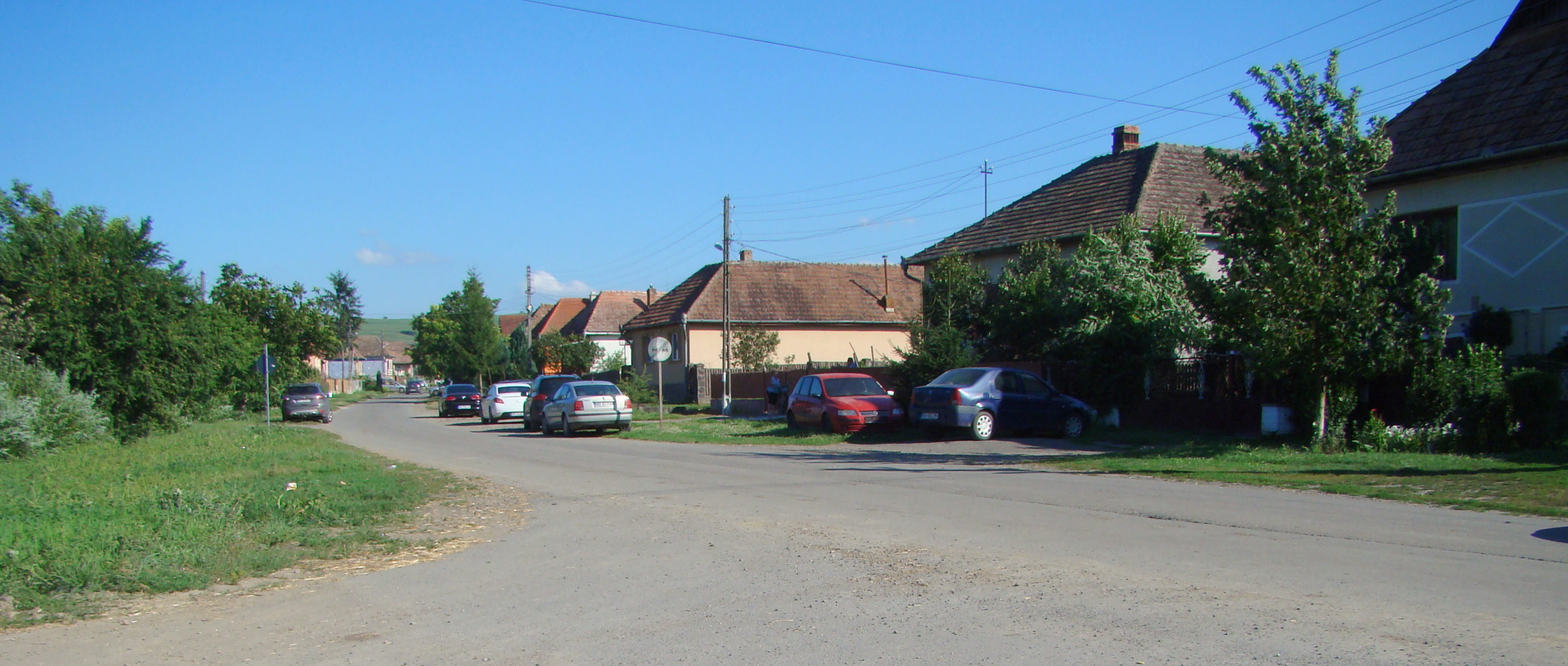
Satul Roteni
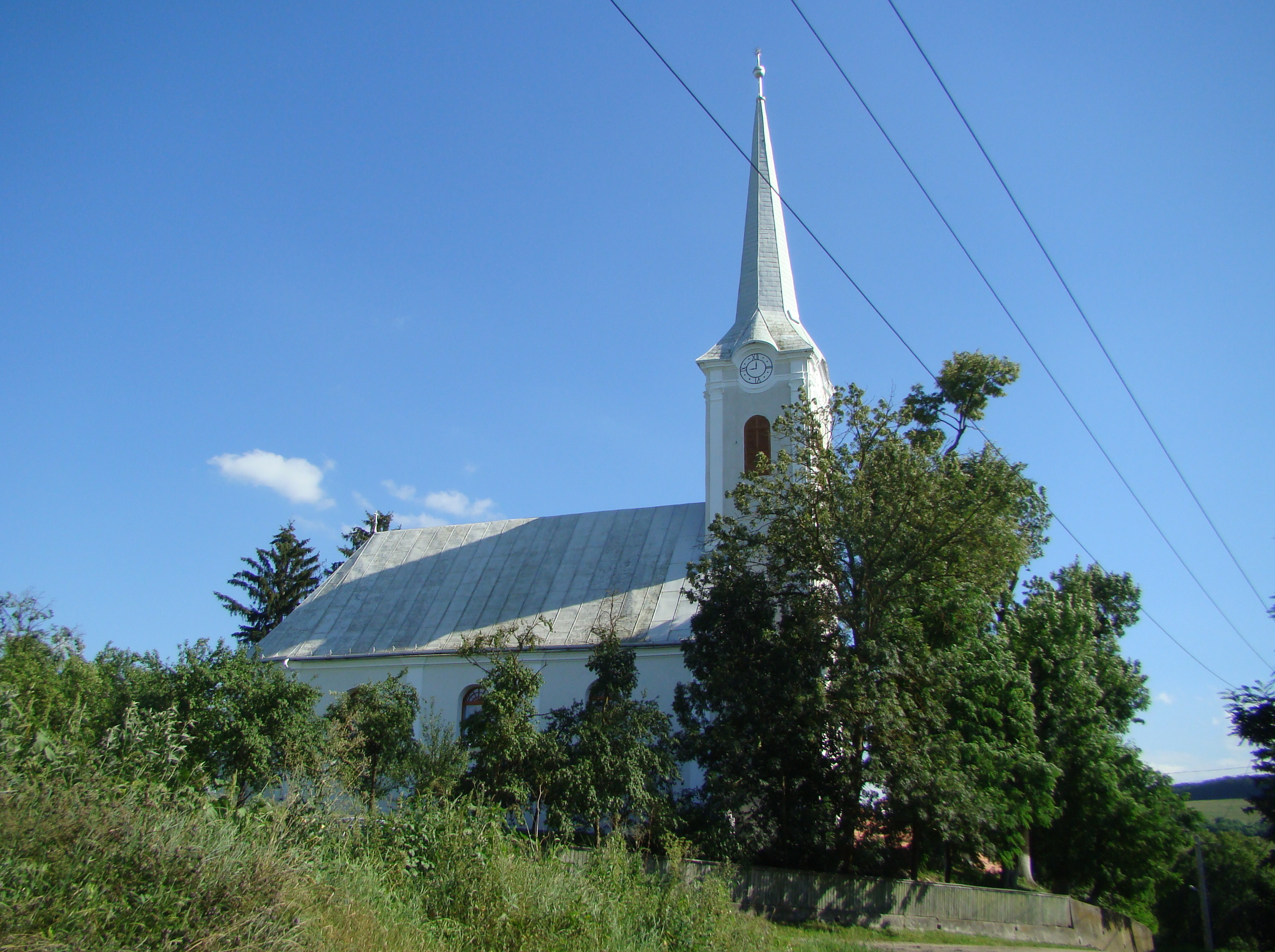
Biserica reformată din Roteni